# Hartenauerbach
| Zuläufe und Bauwerke \| Hartenauerbach \| Hartenauerbach \| Hartenauerbach \| Hartenauerbach \| Hartenauerbach \| \| -------------- \| -------------- \| -------------- \| -------------- \| -------------- \| \| Legende \| \| \| \| \| \| \| \| \| \| \| \| \| \| \| \| \| \| \| \| \| Breitenacker \| \| \| \| \| \| \| \| \| \| Fürhäusern \| \| \| \| \| \| \| \| \| \| \| \| \| \| \| \| \| \| \| \| \| \| \| \| \| \| \| \| \| \| \| \| \| \| \| \| \| \| \| \| \| \| \| \| \| \| \| \| Tobel \| \| Tobel \| \| \| \| \| \| \| \| \| \| Affeltrangen \| \| Affeltrangen \| \| \| Lauche \| \| \| \| \| |              |  |              |  |
| Hartenauerbach |              |  |              |  |
| Legende |              |  |              |  |
| |              |  |              |  |
| |              |  |              |  |
| |              |  | Breitenacker |  |
| |              |  |              |  |
| | Fürhäusern   |  |              |  |
| |              |  |              |  |
| |              |  |              |  |
| |              |  |              |  |
| |              |  |              |  |
| |              |  |              |  |
| |              |  |              |  |
| |              |  |              |  |
| | Tobel        |  | Tobel        |  |
| |              |  |              |  |
| | Affeltrangen |  | Affeltrangen |  |
| Lauche |              |  |              |  |

Der Hartenauerbach ist ein 7,8 km langer linker Nebenfluss der Lauche im Bezirk Münchwilen des Schweizer Kantons Thurgau. 

## Geographie

### Verlauf
Der längste Quellbach des Hartenauerbachs entspringt südwestlich des Hombärgs auf dem Gemeindegebiet von Braunau und fliesst in westlicher Richtung an Fürhäusern vorbei. 
Nach der Vereinigung mit einem rechtsseitigen Zufluss durchquert der Bach die Hartenau, bildet dann eine etwa 2 km lange Waldschlucht, die er bei der Ortschaft Tobel verlässt, wo er nach Norden abbiegt, um bei Affeltrangen von links in die etwa gleich grosse Lauche zu münden.

### Einzugsgebiet
Das 7,27 km² grosse Einzugsgebiet des Hartenauerbachs liegt im Schweizer Mittelland und wird durch ihn über die Lauche, die Murg, die Thur und den Rhein zur Nordsee entwässert.
Es besteht zu 33,1 % aus Bestockter Fläche, zu 56,0 % aus Landwirtschaftsfläche und zu 10,8 % aus Siedlungsfläche.
Die Flächenverteilung
Die mittlere Höhe des Einzugsgebietes beträgt 622 m ü. M., die minimale Höhe liegt bei 492 m ü. M. und die maximale Höhe bei 781 m ü. M.

## Hydrologie
Bei der Mündung des Hartenauerbachs in die Lauche beträgt seine modellierte mittlere Abflussmenge (MQ) 140 l/s. Sein Abflussregimetyp ist pluvial inférieur, und seine Abflussvariabilität beträgt 25.

## Revitalisierung
Im Zentrum von Tobel wurde der Hartenauerbach in den Jahren 2013 bis 2014 revitalisiert.